# Шауымбай, Магжан Айдосулы
Магжан Айдосулы Шауымбай (каз. Мағжан Айдосұлы Шауымбай; род. 16 февраля 2006, Казахстан) — казахстанский футболист, полузащитник клуба «Улытау».

## Карьера
Футбольную карьеру начинал в 2023 году в составе клуба «Улытау» во второй лиге. 18 мая 2023 года в матче против клуба «Окжетпес М» (4:0) дебютировал во второй лиге Казахстана, выйдя на замену на 86-й минуте вместо Асылбека Сейткалиева. 6 июня 2024 года в матче против клуба «Кайсар М» (4:1) дебютировал в первой лиге Казахстана, выйдя на замену на 85-й минуте вместо Ерасыла Буркитбаева. 3 мая 2025 года в матче против клуба «Кайрат» дебютировал в казахстанской Премьер-лиге (1:4), выйдя на замену на 90-й минуте вместо Жасулана Молдакараева.

## Достижения
«Улытау»
- Серебряный призёр Первой лиги Казахстана: 2024
- Победитель Второй лиги Казахстана: 2023

## Статистика
| Клуб             | Сезон            | Лига | Лига | Кубки | Кубки | Еврокубки | Еврокубки | Итого | Итого |
| Клуб             | Сезон            | Игры | Голы | Игры  | Голы  | Игры      | Голы      | Игры  | Голы  |
| ---------------- | ---------------- | ---- | ---- | ----- | ----- | --------- | --------- | ----- | ----- |
| Улытау           | 2023             | 3    | 0    | 0     | 0     | —         | —         | 3     | 0     |
| Улытау           | 2024             | 4    | 0    | 0     | 0     | —         | —         | 4     | 0     |
| Улытау           | 2025             | 1    | 0    | 0     | 0     | —         | —         | 1     | 0     |
| Улытау           | Итого            | 8    | 0    | 0     | 0     | —         | —         | 8     | 0     |
| → Улытау М       | 2025             | 3    | 0    | —     | —     | —         | —         | 3     | 0     |
| → Улытау М       | Итого            | 3    | 0    | —     | —     | —         | —         | 3     | 0     |
| Всего за карьеру | Всего за карьеру | 11   | 0    | 0     | 0     | —         | —         | 11    | 0     |